# Arte vizuale

Gioconda (Mona Lisa) este, de departe cea mai populară lucrare de artă în spațiul occidental.

Artele vizuale sunt o clasă de forme de artă, cu areal mai larg de cuprindere decât termenul „învechit” de arte plastice (folosit frecvent din timpurile Iluminismului), ce cuprind pictura, sculptura, filmul, fotografia precum și altele, arte ce se concentrează pe crearea lucrărilor ce se desfășoară în principal în mediul vizual, (deși pot conține și elemente nevizuale, precum sunetul). Artele vizuale sunt diferite de artele culinare, artele lingvistice, artele industriale, artele muzicale, artele spectacolului, artele marțiale etc.
Arta în sine include și artele vizuale, iar multe componente ale artei includ aspecte legate de artele vizuale; astfel, definirea artelor vizuale nu poate fi strictă. 
În general, artele vizuale includ artele frumoase sau artele plastice, iar nu pe cele meșteșugărești. Uneori, artele vizuale sunt confundate cu artele frumoase, dar tehnicile de astăzi lărgesc spectrul artelor vizuale astfel încât acestea pot include mai multe domenii.

## Feluri de arte vizuale
- Arta modei (Design vestimentar)
- Animația
- Artă decorativă
- Artă textilă
- Artă video
- Benzi desenate
- Caricatură
- Ceramică
- Colaj
- Decolaj
- Desen
- Desene animate
- Design
- Design grafic
- Film
- Fotografie
- Graffiti
- Instalații
- Pictură
- Sculptură
- Sgraffito
- Tatuaj (Arta pielii corpului)
- Tehnici mixte (Mixed media)
- Tiparul

## Istoria artelor vizuale
- Istoria cinematografiei
- Istoria fotografiei
- Istoria designului
- Istoria modei
- Istoria picturii
- Istoria sculpturii